# حمیدرضا جلایی‌پور

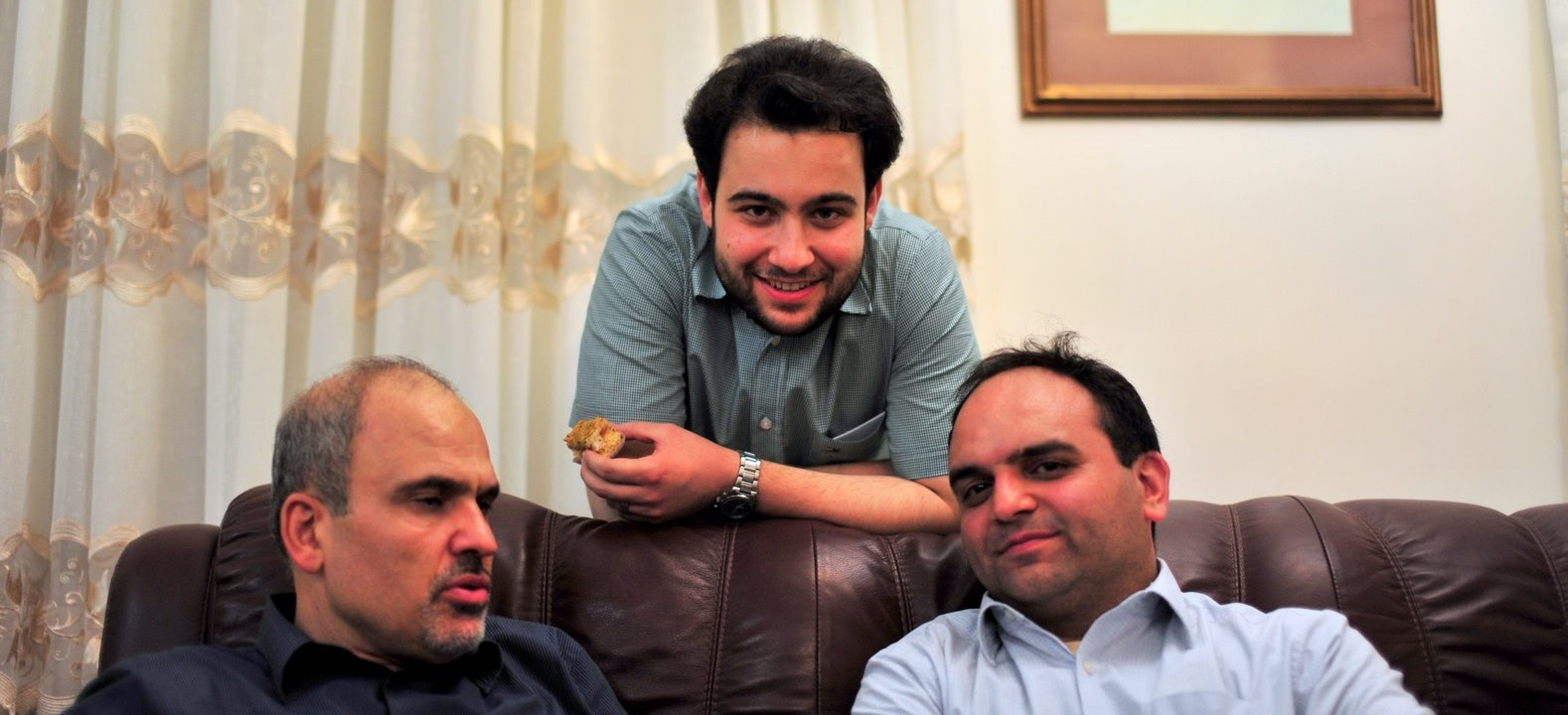
از راست: سروش دباغ، محمدرضا جلایی‌پور، حمیدرضا جلایی‌پور

حمیدرضا جلایی‌پور (زادهٔ ۱۳۳۶) جامعه‌شناس، روزنامه‌نگار و فعال اجتماعی اهل ایران است. او عضو شورای مرکزی جبهه مشارکت، استادیار گروه جامعه‌شناسی دانشگاه تهران و از اعضای اصلی انجمن جامعه‌شناسی ایران و مسئول گروه‌های علمی-تخصصی این انجمن است. او مدیرمسئول روزنامه‌های جامعه و نوسازی و همچنین رئیس شورای سیاست‌گذاری روزنامهٔ نشاط بود.

## زندگی‌نامه
حمیدرضا جلایی‌پور در سال ۱۳۳۶ در تهران به دنیا آمد. او در دبیرستان علوی تحصیل کرد. او در سال ۱۳۵۴ برای تحصیل در رشته مهندسی مکانیک وارد تکنیکوم نفیسی (دانشگاه صنعتی خواجه نصیرالدین طوسی فعلی) شد. او در جریان انقلاب اسلامی از اعضای فعال انجمن اسلامی دانشگاه‌ها بود.

### تحصیلات
دورهٔ کارشناسی و ارشد جامعه‌شناسی را در دانشگاه تهران با رتبه ممتاز در سال‌های ۱۳۶۶ تا ۱۳۷۱ گذراند. او دکتری تاریخ خود را از رویال هالووی، دانشگاه لندن در ۱۳۷۶ اخذ نمود. عنوان پایان‌نامه‌اش «The Iranian revolution, mass mobilization and Its continuity» بود.

## مسئولیت‌های دولتی

جلایی‌پور (نفر وسط) ۱۳۷۹

حمیدرضا جلایی‌پور در سال ۱۳۵۷ و در ابتدای انقلاب، زمانی که ۲۱ سال داشت به عنوان فرماندار نقده  انتخاب شده و به نقده رفت. وی تا سال ۱۳۶۲ فرماندار نقده بود و از این زمان به عنوان فرماندار مهاباد  انتخاب شد. چندی بعد، به عنوان معاون سیاسی امنیتی استانداری کردستان انتخاب شده و تا سال ۱۳۶۷ در این سمت ماند. پس از پایان جنگ ایران و عراق به وزارت امور خارجه منتقل می‌شود و چندی بعد با دریافت بورس تحصیلی به انگلستان رفته و در رشتهٔ جامعه‌شناسی در مقطع دکترا در دانشگاه لندن تحصیل می‌کند و در آنجا به ادارهٔ انجمن اسلامی دانشجویان دانشجویان خارج از کشور می‌پردازد.

### اعدام ۵۹ نفر
حمیدرضا جلایی‌پور در زمانی فرماندار نقده بود که این مناطق کانون تحولات و درگیری در کردستان بود و سازمان‌ها و احزاب کرد و چپ به درگیری مسلحانه با حکومت جمهوری اسلامی می‌پرداختند. از اوایل سال ۱۳۶۲ درگیری‌های شدیدی میان دو طرف رخ داد. در ۱ خرداد ۱۳۶۲، محمد بروجردی از فرماندهان سپاه پاسداران در جادهٔ مهاباد به نقده کشته شد. در این زمان، ۵۹ نفر از جوانان مهاباد که بیشتر آن‌ها در ماه‌های نخست سال ۱۳۶۲ دستگیر شده‌بودند و در زندان به سر می‌بردند و تعدادی از آنان نیز زیر ۱۸ سال سن داشتند، همگی به شهر تبریز  انتقال داده‌شده و با حکم دادگاهی در تبریز در روز ۱۲ خرداد ۱۳۶۲ همگی اعدام شدند. همزمان با این اعدام‌ها، بیانیه‌ای از سوی فرمانداری منتشر شد که حاوی نام ۵۹ نفر اعدام‌شده بود و حمیدرضا جلایی‌پور، فرماندار وقت، دستور انتشار آن را صادر کرده‌بود. نیروهای کُرد مخالف جمهوری اسلامی همواره جلایی‌پور را مسئول این اعدام‌ها و نیز بسیاری از مسائل پیش‌آمدهٔ دیگر در شورش ۱۳۵۷ کردها در ایران می‌دانند.
در سال ۱۳۷۸، هنگامی که جلایی‌پور در حسینیهٔ ارشاد تهران مشغول سخنرانی بود، یکی از حاضران در رابطه با اعدام ۵۹ نفر از وی پرسش کرد، اما جلایی‌پور با بیان اینکه اعدام ۵۹ مهابادی در تبریز رخ داده، خود را بدون مسئولیت دانست و گفت:
«آن پنجاه و نه نفر چون به اتهام عضویت در گروه‌های مسلح حزب دموکرات و کومله و شرکت در درگیری‌ها دستگیر شده بودند در دادگاه انقلاب اسلامی تبریز محاکمه و اعدام شدند.»

## فعالیت روزنامه‌نگاری
حمیدرضا جلایی‌پور پیش از این مدیر مسئول روزنامه‌های جامعه و نوسازی بود. او همچنین ناشر روزنامه‌های جامعه، توس، عصر آزادگان، نشاط و نوسازی نیز بوده است.

## فعالیت آکادمیک
حمیدرضا جلایی‌پور در گروه جامعه‌شناسی دانشکدۀ علوم اجتماعی دانشگاه تهران عضو هیئت علمی بوده و جامعه‌شناسی تدریس می‌کند. در سال ۱۳۸۲ از او به عنوان استاد نمونهٔ جامعه‌شناسی دانشکدهٔ علوم اجتماعی تقدیر شد. هم‌اکنون او دانشیار دانشکدهٔ مذکور و عضو شورای مرکزی جبههٔ مشارکت است. همچنین عضو انجمن جامعه‌شناسی ایران و مسئول گروه‌های علمی - تخصصی این انجمن است.

## خانواده
حمیدرضا جلایی‌پور سه برادر به نام‌های محمدرضا، علیرضا و حسین داشت که محمدرضا در اوایل انقلاب توسط گروه مجاهدین کشته شد، علیرضا و حسین نیز در جنگ ایران و عراق جان باخته‌اند. جلایی‌پور دو بار ازدواج کرده و دارای سه پسر به اسامی محمدرضا، علیرضا، مهدی و دو دختر به نامهای زهرا و هدی است که محمدرضا و علیرضا و زهرا از همسر اول و مهدی و هدی از همسر دوم وی هستند.

## علایق پژوهشی
از زمینه‌های پژوهشی مورد علاقهٔ وی «جامعه‌شناسی سیاسی»، «جنبش‌های سیاسی ایران» و «نظریه‌های جامعه‌شناسی» است.